# Six-Fours-les-Plages
Six-Fours-les-Plages is een gemeente in het Franse departement Var (regio Provence-Alpes-Côte d'Azur). De gemeente telde 36.843 inwoners op 1 januari 2022. De plaats maakt deel uit van het arrondissement Toulon.
De gemeente zonder historisch centrum ligt aan de Middellandse Zee en het toerisme is de voornaamste economische activiteit. De gemeente telt verschillende stranden, kreken en kleine havens.

## Geschiedenis
In de middeleeuwen werden een kasteel en een dorp gebouwd op de heuvel Sant-Pierre. Het dorp had een stadsmuur met daarin vier poorten. In 1650 werd de kapel Saint-Pierre een kapittelkerk met elf kanunniken.
In de 18e eeuw werd het oude dorp dat kampte met een moeilijke watervoorziening, verlaten. De bevolking vestigde zich in de vlakte in verschillende gehuchten: Catalan, Monet, Julien en Guigou. Rond 1870 werd de oude dorpskern op de heuvel afgebroken om plaats te maken voor het Fort de Six Fours.
De gemeente ontwikkelde zich toeristisch. In 1953 werd de D63 aangelegd en in 1961 de D616 die de gemeente ontsloten voor toeristen.

### Naam
De oorsprong van de naam Six-Fours is onduidelijk. Het zou kunnen gaan om 'zes forten'. Maar in de 10e eeuw werd de plaats ook vermeld als Sept-Fours en in die tijd waren er geen zes of zeven forten in deze streek. Een andere theorie is dat het ging om zes wachttorens of farots, gebouwd op heuvels om vijandelijke schepen te detecteren. De kapel Notre-Dame-du-Mai bij Cap Sicié is gebouwd bij zo'n farot.
Van 1890 tot 1923 heette de gemeente Six-Fours-Reynier. Toen kreeg het de naam Six-Fours-la-Plage om in 1973 de naam Six-Fours-les-Plages te krijgen. De toenmalige burgemeester koos die naam om te benadrukken dat de gemeente verschillende stranden telt: Charmettes, Le Cros, Le Rayolet, La Coudoulière, Brutal Beach en Bonnegrâce.

## Geografie
De oppervlakte van Six-Fours-les-Plages bedroeg op 1 januari 2022 26,58 vierkante kilometer; de bevolkingsdichtheid was toen 1.386,1 inwoners per km².
De gemeente ligt op het westelijk deel van het schiereiland van Cap Sicié.
Voor de kust van het dorp Le Brusc ligt het eiland Île des Embiez. Een groot deel van dit privé-eiland van 95 ha is natuurgebied. Het eiland heeft een haven, Port Saint-Pierre des Embiez, en is opengesteld voor toeristen. Ten noorden van het Île des Embiez ligt het kleinere Le Petit Rouveau. Dichter bij de kust liggen de eilanden Petit Gaou en Grand Gaou.
In het westen van de gemeente ligt het gemeentelijk bos Bois de la Coudoulière van 12 ha. Zuidoostelijk hiervan ligt het bos van het Massif du Cap Sicé, Forêt de Janas, een gebied van 1.600 dat zich uitstrekt tot in buurgemeente La Seyne-sur-Mer.
De onderstaande kaart toont de ligging van Six-Fours-les-Plages met de belangrijkste infrastructuur en aangrenzende gemeenten.

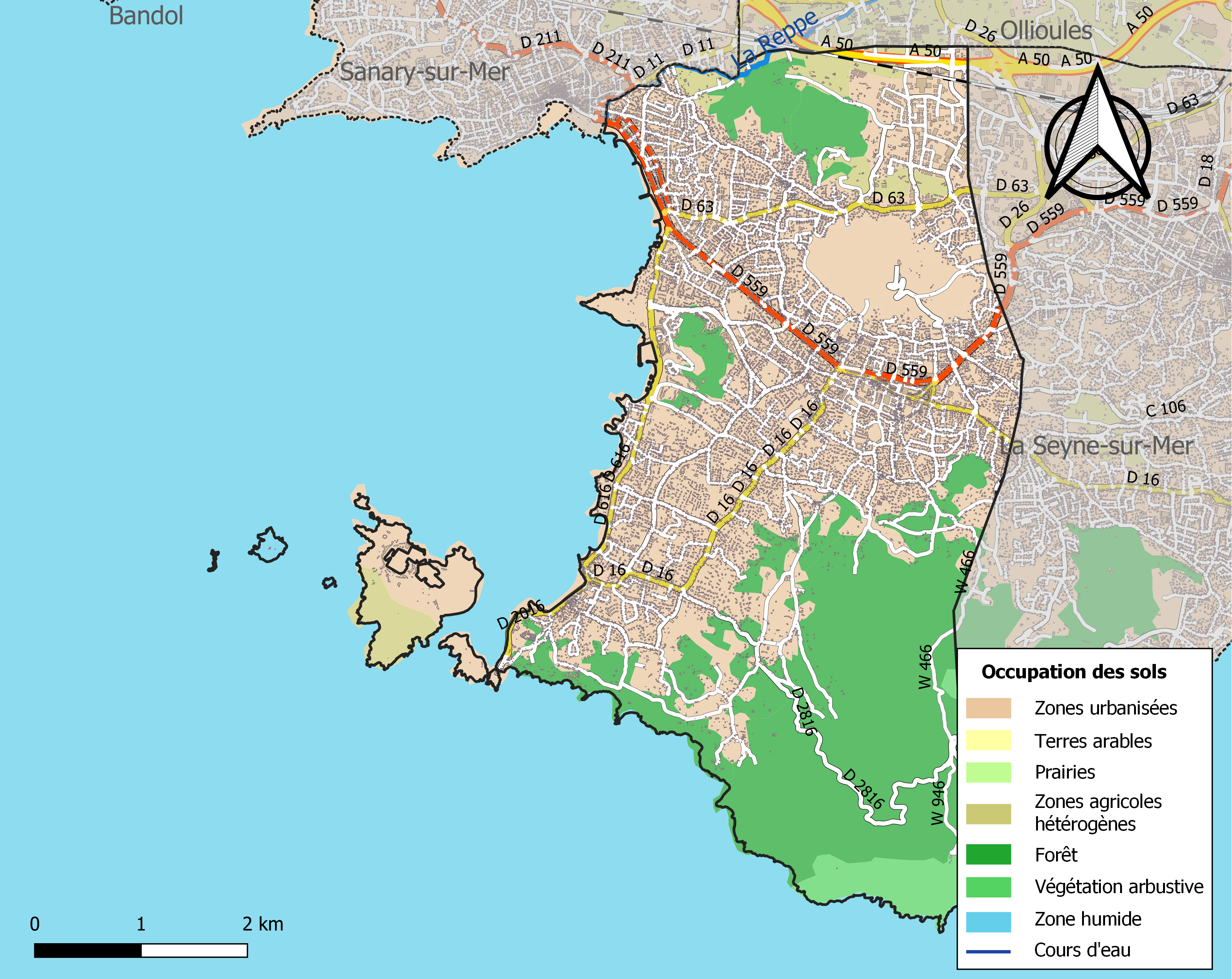

## Demografie
Onderstaande figuur toont het verloop van het inwonertal (bron: INSEE-tellingen).